# Judo en los Juegos Asiáticos de 1994
El torneo de judo en los Juegos Asiáticos de 1994 se realizó en Hiroshima (Japón), entre el 12 y el 15 de octubre de 1994.
En total se disputaron en este deporte dieciséis pruebas diferentes, ocho masculinas y ocho femeninas.

## Resultados

### Masculino
| Evento            | Oro                         | Plata                           | Bronce                                                         |
| ----------------- | --------------------------- | ------------------------------- | -------------------------------------------------------------- |
| –60 kg            | Kim Hyuk Corea del Sur      | Ryuji Sonoda Japón              | Serik Adiganov · Kazajistán · Hassan Ahadpour · Irán           |
| –65 kg            | Yukimasa Nakamura Japón     | Ivan Karazelidi · Kazajistán    | Hao Yi China Dashgombyn Battulga Mongolia                      |
| –71 kg            | Chung Hoon Corea del Sur    | Shigeru Toyama Japón            | Jaliuny Boldbaatar · Mongolia · Ismail Vechegurov · Kazajistán |
| –78 kg            | Yoon Dong-Sik Corea del Sur | Hidenori Horikoshi Japón        | Vladimir Shmakov Uzbekistán Lo Yu-Wei China Taipéi             |
| –86 kg            | Yoshio Nakamura Japón       | Serguéi Alimzhanov · Kazajistán | Kim Suk-Kyu Corea del Sur Jairullo Nazriev Tayikistán          |
| –95 kg            | Shigeru Okaizumi Japón      | Kim Jae-Sik Corea del Sur       | Dmitri Soloviov · Uzbekistán · Serguéi Shakimov · Kazajistán   |
| +95 kg            | Jun Konno Japón             | Mahmud Reza Miran Irán          | Wang Ruisheng China Badmaanyambuuguiin Bat-Erdene Mongolia     |
| Categoría abierta | Katsuyuki Masuchi Japón     | Lee Joon-Young Corea del Sur    | Wang Ruisheng China Badmaanyambuuguiin Bat-Erdene Mongolia     |

### Femenino
| Evento            | Oro                          | Plata                     | Bronce                                                    |
| ----------------- | ---------------------------- | ------------------------- | --------------------------------------------------------- |
| –48 kg            | Ryōko Tani Japón             | Li Aiyue China            | Huang Yu-Shin China Taipéi Kim So-Ra Corea del Sur        |
| –52 kg            | Hyun Sook-Hee Corea del Sur  | Atsuko Takeda Japón       | Wang Jin China Tseng Hsiao-Fen China Taipéi               |
| –56 kg            | Jung Sun-Yong Corea del Sur  | Noriko Narazaki Japón     | Poonam Chopra India Liu Chuang China                      |
| –61 kg            | Jung Sung-Sook Corea del Sur | Yuko Emoto Japón          | Wu Ching Hui Hong Kong Zhang Di China                     |
| –66 kg            | Aiko Oishi Japón             | Cho Min-Sun Corea del Sur | Wu Mei-Ling China Taipéi Nadezhda Zheltakova Turkmenistán |
| –72 kg            | Kim Mi-Jung Corea del Sur    | Leng Chunhui China        | Chen Chiu-Ping China Taipéi Yuriko Fukuba Japón           |
| +72 kg            | Ying Zhang China             | Yeh Wen-Hua China Taipéi  | Shon Hyun-Me Corea del Sur Kaori Suzuki Japón             |
| Categoría abierta | Noriko Anno Japón            | Qiao Yanmin China         | Moon Ji-Yoon Corea del Sur Sambuuguiin Dashdulam Mongolia |

## Medallero
| Núm. | País          | Oro | Plata | Bronce | Total |
| ---- | ------------- | --- | ----- | ------ | ----- |
| 1    | Japón         | 8   | 6     | 2      | 16    |
| 2    | Corea del Sur | 7   | 3     | 4      | 14    |
| 3    | China         | 1   | 3     | 6      | 10    |
| 4    | Kazajistán    | 0   | 2     | 3      | 5     |
| 5    | China Taipéi  | 0   | 1     | 5      | 6     |
| 6    | Irán          | 0   | 1     | 1      | 2     |
| 7    | Mongolia      | 0   | 0     | 5      | 5     |
| 8    | Uzbekistán    | 0   | 0     | 2      | 2     |
| 9    | Hong Kong     | 0   | 0     | 1      | 1     |
| 9    | India         | 0   | 0     | 1      | 1     |
| 9    | Tayikistán    | 0   | 0     | 1      | 1     |
| 9    | Turkmenistán  | 0   | 0     | 1      | 1     |
|      | TOTAL         | 16  | 16    | 32     | 64    |